# Кандиковка
Канди́ковка (каз. Кандыковка) — село у складі Шемонаїхинського району Східноказахстанської області Казахстану. Входить до складу Волчанського сільського округу.
Населення — 76 осіб (2021; 130 у 2009, 275 у 1999, 345 у 1989).
Національний склад станом на 1989 рік:
- росіяни — 100 %